# Maiolo

Maiolo (Maiul en dialecte romagnol) est une commune italienne de moins de 1 000 habitants, située dans la province de Rimini, dans la région Émilie-Romagne.
Le village fait partie de la région historique du Montefeltro.

## Géographie
La commune s’élève à 590 mètres d’altitude dans la haute vallée du Marecchia, sur les pentes septentrionales du mont Carpegna. Elle est composée de petits bourgs mineurs disséminés le long de la route provinciale.

En direction du sud-est se trouve le mont de Maioletto, dont la cime est garnie des restes d’un ancien bastion polygonal. En arrière-plan on aperçoit les forteresses de San Leo et de Saint-Marin, puis la mer Adriatique et les cités balnéaires de la Riviera romagnole.

Comme tout le territoire du Montefeltro, Maiolo se trouve dans une zone de moyenne sismologie et autres risques de glissements de terrain et d’éboulements.

### Climat
En hiver, le climat est du type Apennins avec des hivers froids et humides, surtout quand souffle le libeccio ; vent violent de secteur sud-ouest. À l’opposé, la bora apporte les perturbations d’origine sibérienne.

En été, le climat est très chaud et sec, avec précipitations possibles.

Les printemps et automnes sont frais et pluvieux.

## Histoire
Des traces écrites sur la rocca de Maioletto remontent à 962 et vers le XIe siècle elle appartenait au Saint-Siège qui inféoda le monastère de San Donato di Pubbiano di Gubbio, lequel la céda en 1308 à la noble maison des Faggiolani di Casteldelci, puis tomba entre les mains de la maison de Montefeltro d'Urbino.

La rocca fut détruite à la suite d’un orage qui toucha la poudrière en 1639. Les fortifications servirent pendant les longues guerres entre les Malatesta (famille), ducs de Rimini et les Montefeltro, ducs d’Urbino.

Après plusieurs jours de pluie incessante, un glissement de terrain détruisit le bourg fortifié de Majolo dans la nuit du 29 mai 1700.

Initialement, en 1860, lors de l'unification de l'Italie, Maiolo fut rattachée à la région des Marches (province de Pesaro et Urbino). Ce n'est que tout récemment, le 15 août 2009, qu'elle en a été détachée, conjointement avec six autres communes du Haut-Valmarecchia, en application des résultats d'un référendum tenu les 17 et 18 décembre 2006, pour être rattachée à l'Émilie-Romagne. Sur cette modification territoriale, pourtant pleinement entrée en vigueur, a pesé jusqu'au 10 juillet 2010 le recours de la région des Marches devant la Cour constitutionnelle, qui l'a rejeté pour inadmissibilité, vu son absence de fondement, n'ayant violé ou enfreint aucune loi.

## Administration
| Période                                  | Période  | Identité         | Étiquette     | Qualité |
| ---------------------------------------- | -------- | ---------------- | ------------- | ------- |
| 08/06/2009                               | En cours | Marcello Fattori | Liste civique |         |
| Les données manquantes sont à compléter. |          |                  |               |         |

### Communes limitrophes
Montecopiolo, Novafeltria, Pennabilli, San Leo, Talamello

## Population

### Évolution de la population en janvier de chaque année
| 1861  | 1901  | 1921  | 1951  | 1961  | 1971 | 1981 | 1991 | 2001 |
| ----- | ----- | ----- | ----- | ----- | ---- | ---- | ---- | ---- |
| 1 062 | 1 522 | 1 737 | 1 660 | 1 197 | 874  | 811  | 802  | 809  |

| 2011 | - | - | - | - | - | - | - | - |
| ---- | - | - | - | - | - | - | - | - |
| 854  | - | - | - | - | - | - | - | - |

## Monuments et lieux d’intérêt
- Maioletto, le bourg actuel et les restes de la rocca en position panoramique sur le piton rocheux.
- La chiesa di San Biagio, dans le bourg de Sant'Apollinare (abside du XVIe siècle et un bénitier du XVe siècle).
- La chiesa di Santa Maria d'Antico,

## Économie
Le tourisme orienté vers la gastronomie par la présence d’un agritourisme dans le hameau de Boscara et la sylviculture qui reste la seule activité économique de la commune.

## Événements et fêtes
- la fête du pain au mois de juin ; réactivation des anciens fours à pain et dégustation des spécialités de la zone.
- La « Fête du retour », en août, qui consiste à faire tourner dans la commune, pendant une journée, les personnes qui ont émigré du territoire communal.

## Sources
- (it) Cet article est partiellement ou en totalité issu de l’article de Wikipédia en italien intitulé « Maiolo » (voir la liste des auteurs) le 20/06/2012.

## Note
1. ↑  (it) Popolazione residente e bilancio demografico sur le site de l'ISTAT.
2. ↑  Les six autres communes détachées de la province de Pesaro et Urbino en 2009 et rattachée à celle de Rimini sont : Casteldelci, Novafeltria, Pennabilli, San Leo, Sant'Agata Feltria et Talamello.